# 10697 Othonwinter
10697 Othonwinter este o planetă minoră (asteroid), cu un diametru de 5,352 km, din centura de asteroizi. A fost descoperită pe 2 martie 1981 la Observatorul Siding Spring de Schelte J. Bus și a fost numită după Othon Cabo Winter⁠(d). 
Obiectul prezintă o orbită caracterizată de o semiaxă mare de 2,6519746 UAi, o excentricitate de 0,15, o înclinație de 14,58169 ° în raport cu ecliptica.